# Laurent Pit
 (janvier 2013).
Si vous disposez d'ouvrages ou d'articles de référence ou si vous connaissez des sites web de qualité traitant du thème abordé ici, merci de compléter l'article en donnant les références utiles à sa vérifiabilité et en les liant à la section « Notes et références ».
Pour les articles homonymes, voir Pit.
Laurent Pit est un humoriste et comédien français né à Nîmes en 1977.

## Biographie
Il est le fils de Serge Pit, enseignant, ancien proviseur du lycée Champollion et premier adjoint au maire d'Aimargues, commune où il a grandi. Il a une sœur, Valérie.
Il a fait ses études au lycée Alphonse-Daudet de Nîmes. Il a cofondé la Compagnie des sherpas et le Montpellier Comédie Club. Laurent Pit est un ancien professeur, il a quitté l'Éducation nationale en 2011.

## Carrière

### One-man-show
- 2011 : Tous les chemins mènent nulle part
- 2012 : One Man Sud

### Télévision
- 2012-2013 : On n'demande qu'à en rire présentée par Jérémy Michalak

#### On n'demande qu'à en rire
Il participe à l'émission depuis le 4 septembre 2012, et a effectué sept passages. Son meilleur score est de 79/100.
Il en est éliminé le 17 janvier 2013 avec une note de 58 points sur les 60 requis.
Malgré une note de 12/20 de la part du public, les 4 jurés ont décidé de ne pas repêcher Laurent Pit (3 « non » de Laurent Ruquier, Catherine Barma et Jean Benguigui et 1 « oui » de Michèle Bernier)